# See You Later
See You Later is een studioalbum uit 1980 van Vangelis, zijn zesde 'artiestenalbum' onder die naam. Het album werd opgenomen in zijn eigen Nemo Studios in Londen. De vorige albums waren voor het overgrote deel instrumentaal (hoewel soms van een koor gebruik werd gemaakt), doch op dit album wordt veel meer gezongen. Wellicht had Vangelis de smaak te pakken na Odes met Irene Papas. Volgens sommige bronnen zouden de plannen voor dit album terugvoeren naar 1975, maar Vangelis hield zich zoals gebruikelijk stil. De muziek bevat geluidsfragmenten door de muziek heen, een overblijfsel van zijn experimenten uit zijn vroege soloalbums.
Het is het tweede album van Vangelis waarop Jon Anderson van Yes op mee zingt; de titel van dit album kan dan ook betrekking hebben op hun volgende album tezamen, Short Stories.

## Musici
- Vangelis – toetsinstrumenten, elektronisch slagwerk middels de Roland CR-5000, percussie
- Jon Anderson – zang (5) (6)
- Peter Marsh – zang (1)
- Krisma – zang (5)
- Cherry Vanilla – stem (4)
- Michel Ripoche – viool (4)

## Tracks
| Nr. | Titel                   | Duur  |
| --- | ----------------------- | ----- |
| 1.  | I Can't Take It Anymore | 5:42  |
| 2.  | Multi-Track Suggestion  | 5:36  |
| 3.  | Memories of Green       | 5:48  |
| 4.  | Not a Bit – All of It   | 3:00  |
| 5.  | Suffocation             | 9:26  |
| 6.  | See You later           | 10:22 |

### Alternatief
Voor verzamelaars zijn er afwijkende versies:
- een Ierse persing met een andere trackindeling zonder enige vermelding van de tracks;
- een testpersing (op 8 track) met onderstaande tracklist. Daarbij is sprake van een conceptalbum betreffende de Aarde.

Kant 1
1. "My Love" – 4:02 uitgebracht als single met als B-kant het nummer Domestic Logic 1
2. "Not a Bit – All of It" – 2:55
3. "Neighbours Above" – 4:48
4. "I Can't Take It Anymore" – 5:38
5. "Memories of Green" – 5:42

Kant 2
1. "Fertilization" – 7:28
2. "Suffocation" – 9:22
3. "Multi-Track Suggestion" – 5:25

## Trackduiding
I Can't Take It Anymore is een lied gezongen door een vocoder door Peter Marsh.
Multi-Track Suggestion is een naar dance-pop neigend nummer waarop eveneens vocalen van Peter Marsh te horen zijn.
Memories of Green is een langzaam stuk met piano. Er zijn computerspel-piepjes te horen, aangemaakt door geluidstechnicus Raphael Preston, die een spelletje gedurende het gehele nummer moest volhouden.
Not a Bit – All of It is een buitenbeetje in het oeuvre van Vangelis, er wordt geadverteerd voor verschillende fabrikanten boven een rumba-achtig melodietje (het geheel doet denken aan een infomercial).
Suffocation ("verstikking") is een track verwijzend naar de ontploffing in de chemische fabriek van La Roche in Seveso op 10 juli 1976 waarbij honderden slachtoffers ademnood kregen en sommigen ernstig verminkt werden. De track valt in twee delen uiteen: een instrumentaal deel dat sterk ritmisch is en waarbij er flink op los gemoduleerd wordt, en een tweede deel waarin onder meer Jon Anderson te horen is en ook een waarschuwing door megafoons klinkt: "Attenzione!"
See You Later is het muzikale sluitstuk met een staccato-koor, kinderstem en Jon Anderson op het eind.